# North Wilkesboro Speedway
Der North Wilkesboro Speedway ist eine permanente Motorsport-Rennstrecke in North Wilkesboro im US-Bundesstaat North Carolina. Der Kurs wurde als Austragungsort verschiedener NASCAR-Rennen bekannt und ist neben dem Martinsville Speedway die einzige Strecke aus der ersten NASCAR-Saison 1949, welche noch genutzt wird.

## Lage
Die Strecke befindet sich an der U.S. Route 421 in North Carolina in der Stadt North Wilkesboro in der Nähe von Winston-Salem.

## Geschichte

### Anfangsjahre
Die Rennstrecke entstand im Jahr 1946 und wurde von Enoch Staley mithilfe einer Reihe von Partnern und Investoren erbaut. Die Idee, den Kurs zu bauen, soll Staley nach dem Besuch eines Rennens in South Carolina gehabt haben. Mit mangelnder Finanzierung wurde dieser kürzer als zuerst geplant und war nicht völlig symmetrisch. Laut manchen Quellen wie dem Rennfahrer Junior Johnson wurde die Strecke in ihren Anfangszeiten für von lokalen Schnapsbrennern veranstaltete Rennen verwendet. Der damalige Dirttrack richtete ein Jahr später sein erstes offizielles Rennen aus, welches Fonty Flock gewann. Ganze 10.000 Zuschauer waren bei diesem zugegen. Zur Debütsaison 1949 der heutigen NASCAR Cup Series fand eines der Rennen in North Wilkesboro statt, damals unter dem Namen Wilkes 200. Bill France soll sich dabei für die Verwendung des Kurses eingesetzt haben. In den Folgejahren wurde dieser mit der wachsenden Bekanntheit der NASCAR zum jährlichen Austragungsort der Rennen. Der ursprüngliche Dirttrack blieb bis 1957 bestehen, danach wurde der Kurs asphaltiert.
Der Kurs war jahrelang Austragungsort der Cup Series und erlangte unter anderem mit Siegern wie Richard Petty und Dale Earnhardt Bekanntheit. 1995 verstarb Mitgründer Staley an einem Schlaganfall und kurz darauf kaufte Speedway Motorsports 50 % der Aktien von seiner Familie. Diese lehnte einen Verkauf an das Unternehmen jedoch aus Misstrauen ab, woraufhin dieses die Aktien an den damaligen Besitzer des New Hampshire Motor Speedway, Bob Baher, verkaufte. Dieser entschied, die in North Wilkesboro ausgetragenen Rennen auf andere Kurse zu verlegen, was dazu führte, dass die Strecke 1996 schließen musste.
Es gab in den Folgejahren mehrere Versuche, den Kurs aufzukaufen. Zuerst versuchte NASCAR-Rennfahrer Junior Johnson im Jahr 2003 mit einer Gruppe von Investoren, die Anlage zu kaufen, das Projekt scheiterte jedoch ein Jahr später. Auch eine Petition mit dem Ziel, die Strecke umzunutzen scheiterte an den Bezirksbeauftragten. 2004 richtete das Rennteam Roush Racing dort Testfahrten aus und im Folgejahr versuchte STS Motorsports Inc. unter dem Namen „Save the Speedway“ erneut Rennen auf den Kurs zurückzubringen. Eine entsprechende Petition erreichte über 2000 Online-Unterschriften, doch Probleme mit den Investoren ließen auch dieses Projekt scheitern. Abgesehen von sporadischen Testfahrten, Radrennen oder Filmdrehs war die Anlage insgesamt verlassen.

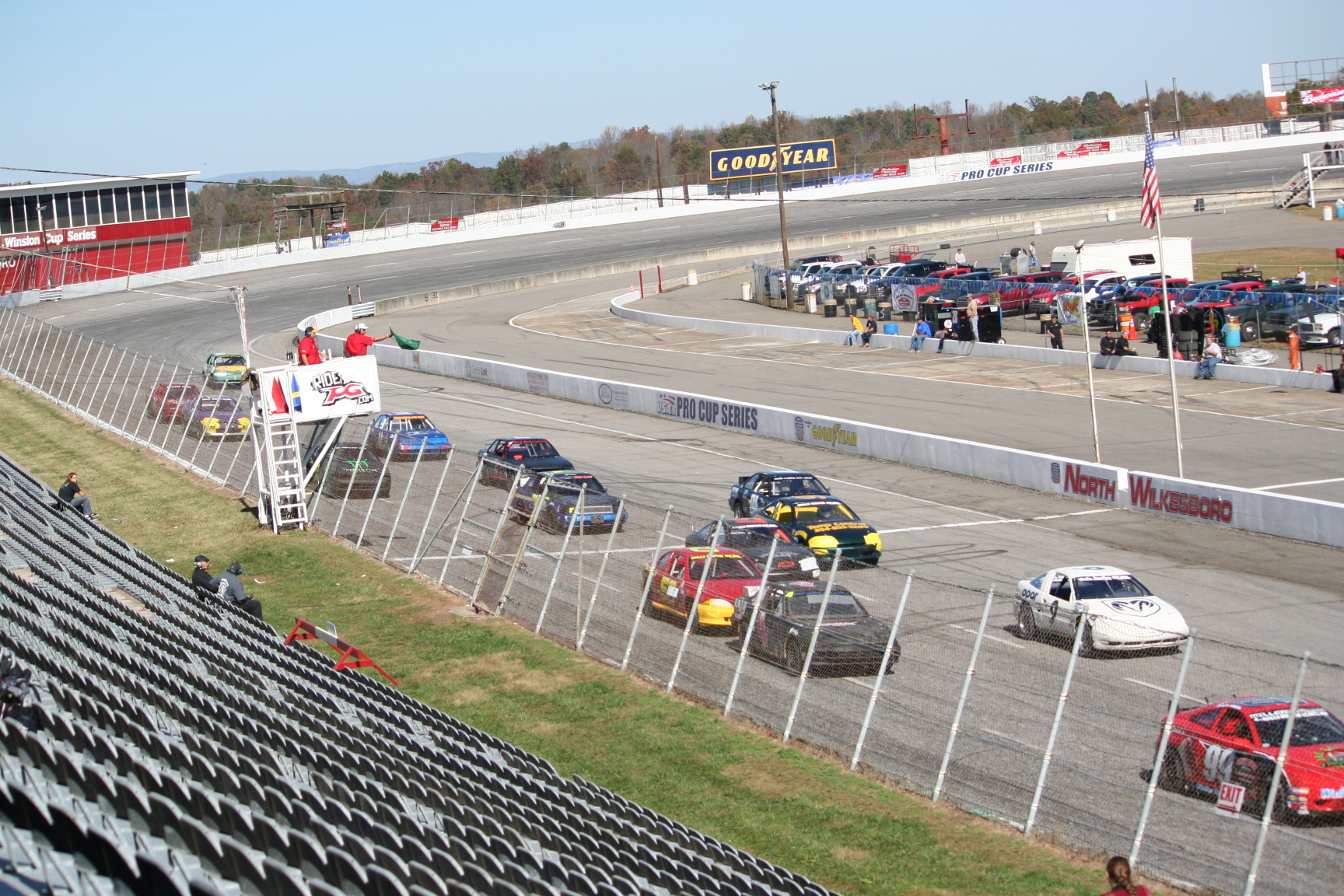
Rennen auf der Strecke im Jahr 2010.

Die Besitzer der Rennstrecke entschieden 2007, sie für 12 Millionen Dollar zu verkaufen. Pläne eines Bauträgers, diesem Angebot nachzugehen, wurden nicht weiter verfolgt, da dieser wegen Diebstahls festgenommen wurde. Infolgedessen verkaufte Mitbesitzer Bahre seine Anteile an dem Kurs. Rennen kamen von 2010 bis 2011 auf den Kurs zurück und kleinere Rennserien wie die USAR ProCup Series waren dort dank einer Verpachtung zugegen. Trotz der kurzzeitigen Wiederbelebung des Kurses verfiel dieser nach 2011 größtenteils. Save the Speedway startete erneut eine Spendensammlung und erreichte ganze 250.000 US-Dollar, doch auch diese war nicht von Erfolg gekrönt. In den nächsten Jahren verfiel der Kurs weiter, war jedoch immer noch ein beliebtes Ziel für Touristen.

### Wiedereröffnung
Zum 75. Geburtstag der NASCAR kam es zur Wiedereröffnung des Kurses, als eine Gruppe aus Fans, den Besitzern und NASCAR-Offiziellen entschied, das NASCAR All-Star Race 2023 auf diesem auszurichten. Die ersten Schritte zur Wiedereröffnung fanden seitens Dale Earnhardt jr. im Jahr 2020 statt: Dieser hatte die Idee die verlassene Strecke virtuell zu fahren. Nach dem Reinigen des Kurses wurde er von der Rennsimulation IRacing gescannt und war virtuell fahrbar. Mit der Beliebtheit der virtuellen Rennen wurde eine Renovierung der Strecke immer wieder diskutiert und 2022 wurden erste Investitionen getätigt. Dank dieser war der Kurs für erste Showrennen bereit. Kurz nach deren Erfolg gab die NASCAR bekannt, den Kurs für das All-Star-Race zu verwenden. Für dieses musste die Strecke allerdings erneut renoviert werden, da die bisherigen Showrennen nur auf einem Dirttrack stattfanden und für die Cup Series eine asphaltierte Strecke nötig war. Auch die gesamte Infrastruktur wurde erneuert. Das Rennen fand pünktlich statt und ist seitdem jährlich Teil des NASCAR-Kalenders.

## Die Strecke
Der anfängliche Kurs war vergleichsweise einfach: Die Anlage wurde teilweise ebenfalls für Maisanbau verwendet und die Ticketverkaufsstelle war ein alter Hühnerstall. Mit der Zeit wurde der Kurs renoviert, wobei in den frühen Jahren vor allem die Zuschauerkapazität erhöht wurde. Das Maisfeld wurde in den 1980er Jahren mit Garagen bebaut.
North Wilkesboro war der erste NASCAR-Kurs, in dem spezielle VIP-Boxen ab den 1979 eingerichtet wurden.
2024 wurde unter einer der Tribünen ein Loch gefunden, wobei vermutet wird, dass dieses für Samogon-Herstellung verwendet wurde.